# Linndale
Linndale ist ein Village im Cuyahoga County im US-Bundesstaat Ohio. Sie liegt 8,6 Kilometer südwestlich von Cleveland, ist 0,09 Quadratmeilen (0,23 km²) groß und hatte (2000) 117 Einwohner, davon 68,4 % Weiße. Linndale ist damit die sowohl hinsichtlich der Fläche als auch der Bevölkerung kleinste Verwaltungseinheit im Cuyahoga County.
Linndale liegt am Kreuzungspunkt der ehemaligen Cleveland, Cincinnati, Chicago and St. Louis Railway mit der Interstate 71. Das Gemeindegebiet erstreckt sich über sieben Häuserblöcke in Nordost-Südwest-Richtung und ist dabei zweieinhalb Blöcke breit. Die nordwestliche Grenze bildet die Bellaire Road, die südöstliche wird von der Bahnlinie markiert. Die Autobahn durchtrennt das Gebiet auf etwa halber Höhe in eine nördliche und eine südliche Hälfte. Die einzigen Nachbargemeinden sind Brooklyn im Südosten sowie Cleveland auf den anderen drei Seiten. Die Gemeinde besitzt eine eigene Polizeistation, die zuständigen Feuerwehren und Schulen liegen jedoch in Cleveland.
Linndale wurde 1902 von George Linn gegründet, der dort seinerzeit ein politisch unabhängiges Immobilienprojekt entwickeln wollte. Der Ort erfuhr mit dem Bau der Eisenbahn einen kurzen Aufschwung und geriet zu Zeiten der Prohibition zu einem Hort des Glücksspiels. Seit Fertigstellung der Interstate hat Linndale den Ruf, seinen Haushalt vor allem durch Radarkontrollen auf der Autobahn zu finanzieren. So wurden in Linndale 2007 über 4500 Strafzettel ausgestellt, was rein rechnerisch mehr als 40 pro Kopf ausmacht.

## Weblink
- LINNDALE. In: Encyclopedia of Cleveland History. Case Western Reserve University, 22. Juni 2003, abgerufen am 29. Oktober 2010.